# Nelszon Davidján
Nelszon Davidján, örményül: Նելսոն Դավթյան (Csartar, 1950. április 6. – Kijev, 2016. szeptember 11.) kétszeres világ- és Európa-bajnok, olimpiai ezüstérmes szovjet válogatott örmény birkózó, edző.

## Pályafutása
Hegyi-Karabahban született örmény szülők gyermekeként. 1958-ban a csecsenföldi Groznijba költöztek, majd Kijevbe. 1964-ben kezdett birkózni Gyinamo Kijevben. 1969-től volt a szovjet válogatott tagja.
Az 1970-es Európa-bajnokságon volt az első nemzetközi versenye. Kötöttfogás pehelysúlyban versenyzett. 1973-ban Európa-bajnok, 1974-ben világbajnok lett. Ez utóbbi volt az egyetlen verseny, ahol könnyűsúlyban indult. 1975-ben pehelysúlyú világbajnok lett.
Az 1976-os montréali olimpián ezüstérmet szerzett a lengyel Kazimierz Lipień mögött és a magyar Réczi László előtt. 1977-ben ezüstérmes lett a bursai Európa-bajnokságon. 1980-ban Európa-bajnokként fejezte be pályafutását.
A szovjet bajnokságban 1975-ben, 1976-ban és 1979-ben szerzett aranyérmet kötöttfogás pehelysúlyban. Az 1990-es évektől az ukrán kötöttfogású birkózóválogatott vezetőedzőjeként dolgozott.

## Sikerei, díjai
- Olimpiai játékok – kötöttfogás, 62 kg
  - ezüstérmes: 1976, Montréal
- Világbajnokság – kötöttfogás
  - aranyérmes (2): 1974 (68 kg), 1975 (62 kg)
- Európa-bajnokság – kötöttfogás, 62 kg
  - aranyérmes (2): 1973, 1980
  - ezüstérmes: 1977
- Szovjet bajnokság – kötöttfogás, 62 kg
  - bajnok (3): 1975, 1976, 1979